# Хеликс
Хеликс, од грчке речи έλικας/έλιξ, је облик завијен попут навоја на шрафу, или спиралних (исправно хеликоидних) степеница. Хеликси су важни у биологији, јер молекул ДНК има облик хеликса, а многи протеини имају подструктуре облика хеликса (алфа хеликс).
Хеликс може бити левострани или деснострани. Ако се посматра из правца осе хеликса, ако кретање у правцу казаљке на сату одговара кретању од посматрача, онда се ради о десностраном хеликсу. Ако кретање у смеру супротном смеру казаљке на сату одговара кретању од посматрача, онда се ради о левостраном хеликсу. Хиралност се тиче хеликса, не перспективе: деснострани хеликс се не може окренути тако да изгледа као левострани (осим ако се посматра у огледалу), и обратно.
Већина шрафова су деснострани хеликси. Алфа хеликс у биологији, као и А и Б форме ДНК молекула су такође деснострани хеликси. З форма ДНК молекула је левострани хеликс.
Висина хеликса је раздаљина између две тачке на хеликсу које се разликују за тачно један обртај хеликса.
У математици, хеликс је крива 3-димензионом простору. Следе три једначине које у правоуглом координатном систему описују хеликс:
{\displaystyle x=\cos(t),\,}
{\displaystyle y=\sin(t),\,}
{\displaystyle z=t.\,}
Како се параметар t повећава, тачка (x,y,z) прати деснострани хеликс висине 2 пи око z-осе.
У цилиндричном координатном систему (r, θ, h), исти хеликс је описан једначинама:
{\displaystyle r=1,\,}
{\displaystyle \theta =t,\,}
{\displaystyle h=t.\,}
Осим ротације, транслације, и промене величине, сви деснострани хеликси су еквивалентни хеликсу дефинисаном горе. Еквивалентни левострани хеликс се може конструисати на разне начине, а најједноставнији је да се x, y или z компонента помножи са -1.
Двоструки хеликс се обично састоји од два конгруентна хеликса дуж исте осе, који се разликују само за транслацију дуж осе, која може али не мора бити за пола пута.